# Halcampa vegae
Halcampa vegae is een zeeanemonensoort uit de familie Halcampidae.
Halcampa vegae is voor het eerst wetenschappelijk beschreven door Carlgren in 1921.